# Onderzeese uitbarsting

Schema van een onderzeese uitbarsting.

Een submariene of onderzeese uitbarsting of eruptie is een uitbarsting van een submariene vulkaan. Zulke uitbarstingen worden gekarakteriseerd door de uitbarsting van lava onder een watermassa, zoals een meer, een zee of een oceaan. Wanneer de lava in contact komt met het water stolt het en vormt het een dunne laag boven een eruptiekanaal. Vaak vormt zich bij submariene uitbarstingen zogeheten kussenlava. Aan de andere zijde wordt het water verhit door de lava en wanneer deze voldoende heet is en de waterdruk voldoende laag, kan zich waterdamp vormen, die soms een uitbarstingskolom vormt die als een pluim, voornamelijk bestaande uit stoom, doordringt tot boven het wateroppervlak.
Verreweg het grootste deel van de vulkanen op aarde zijn onderzeese vulkanen, waarvan een groot deel op de oceaanbodem, op hetzelfde niveau als waar zich de mid-oceanische ruggen bevinden, de plek waar accretie plaatsvindt van de aardkorst.
De opeenvolgende accumulatie van lagen lava veroorzaakt het stijgen van de top van de vulkaan in de richting van de waterspiegel en wanneer de druk van het water voldoende afneemt, kunnen freatische uitbarstingen leidden tot een opeenvolging van explosieve perioden. Zulke erupties deden zich voor toen in november 1963 voor de Zuidwestkust van IJsland het vulkaaneiland Surtsey ontstond.